# 一色範視
一色 範視（いっしき のりみ）は、江戸時代の旗本。式部一色家当主。石高2000石。
『寛永諸家系図伝』では改名前の「範次」で記載されるが、『断家譜』より「範視」と後に改名したことが分かる。『寛政重修諸家譜』では範親。実子は諸説あり、『断家譜』では1男1女であるが、『寛政重修諸家譜』では2男3女となっている。
元和8年（1622年）に徳川家光に拝謁した後、書院番士となる。寛永10年（1633年）、父・一色範勝の死去に伴い家督を継承する。慶安3年（1650年）、42歳で死去した。
家督は義弟で養子の範風（範供）が継承した。